# أتسيت أوف كولورادو

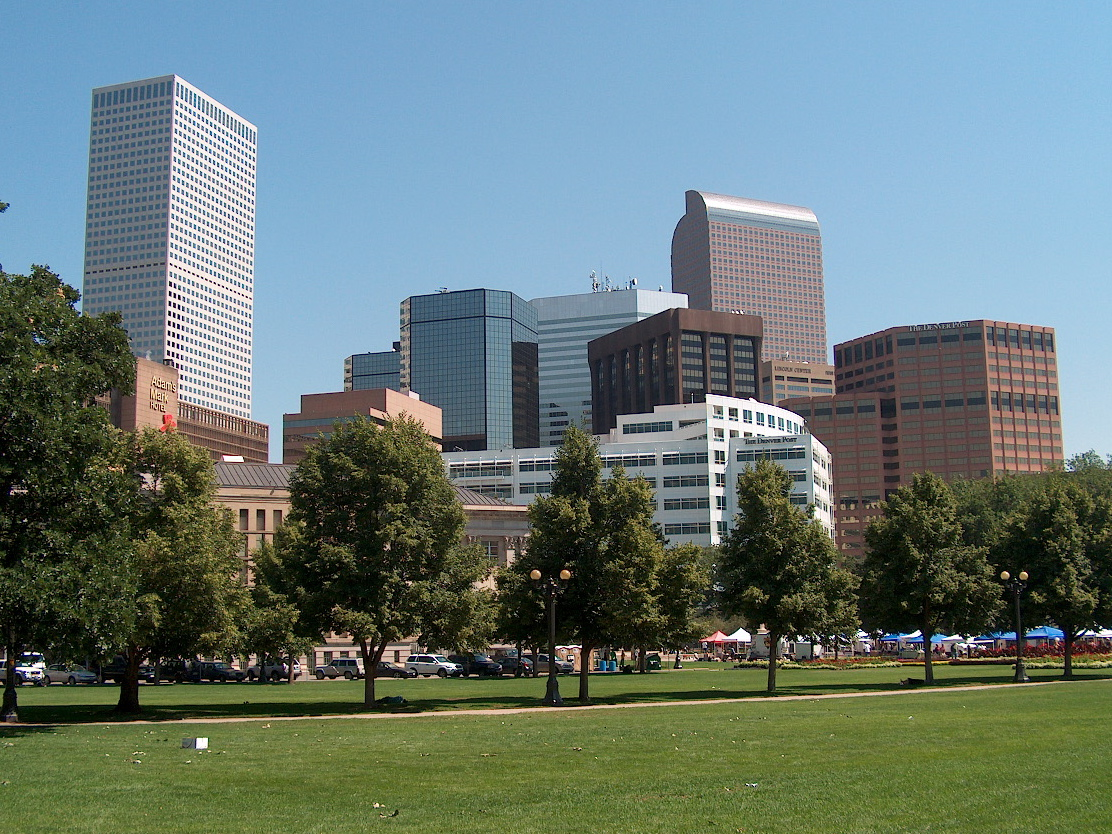
تتم إستضافة مهرجان أتيست اوف كولورادو في منتزه سيفيك سنتر وسط مدينة دنفر.

تيست اوف كولورادو (مذاق كولورادو) هو مهرجان مجاني يقام في الهواء الطلق لمده ثلاثة أيام . يعقد هذا المهرجان سنوياً في منتزه سيفيك سنتر وسط مدينة دنفر في عطلة عيد العمال.و قد تم تغيير اسم الاحتفال في مطلع القرن العشرين فقد كان يطلق عليه احتفالية الجبل والبلاد سابقاً. تم إصدار هذا اليوم الذي عاد بالفائدة لوسط مدينه دنفر من قبل منظمة غير ربحية تنتج أحداثاً مجتمعية وثقافية . 
يستقطب مهرجان تيست اوف كولورادو أكثر من 50000 زائر سنوياً ويضم أكثر من 50 كشك تديرها المؤسسات الغذائية المحلية . بالإضافة إلى احتوائه علي 4 حفلات موسيقية وفنيي الفنون والحرف اليدوية وأنشطة للأطفال ومعارض تفاعليه. 

## تاريخه
في عام 1895 ، أطلق علي المهرحان اسم الجبل والبلاد. بدأ المهرحان ككرنڤال مشابه لنيو اورلينز ماردي جراس كان الهدف من الكرنفال هو رفع معنويات المدينة وحيويتها بعد فضيحة الذعر. و في نهاية المطاف، لم ينجح الكرنفال في إنهاء الكساد الاقتصادي في المدينة. بعد انخفاض عدد الحضور، تم إنهاء الكرنفال عام 1902 . و في عام 1983 ، قررت شركه داون تاون مشاركة دنفر في إعادة روح المهرجان الأصلي والاحتفال بافتتاح المركز التجاري لشارع 16 . تم إضافة أسم تيست اوف كولورادو لمهرجان الجبل والبلاد و عاد مجدداً إلى منتزه سيفيك سنتر وسط مدينة دنفر حيث بدأ الحدث لأول مرة.  

## وصلات خارجية
الموقع الرئيسي